# De zilvervloot

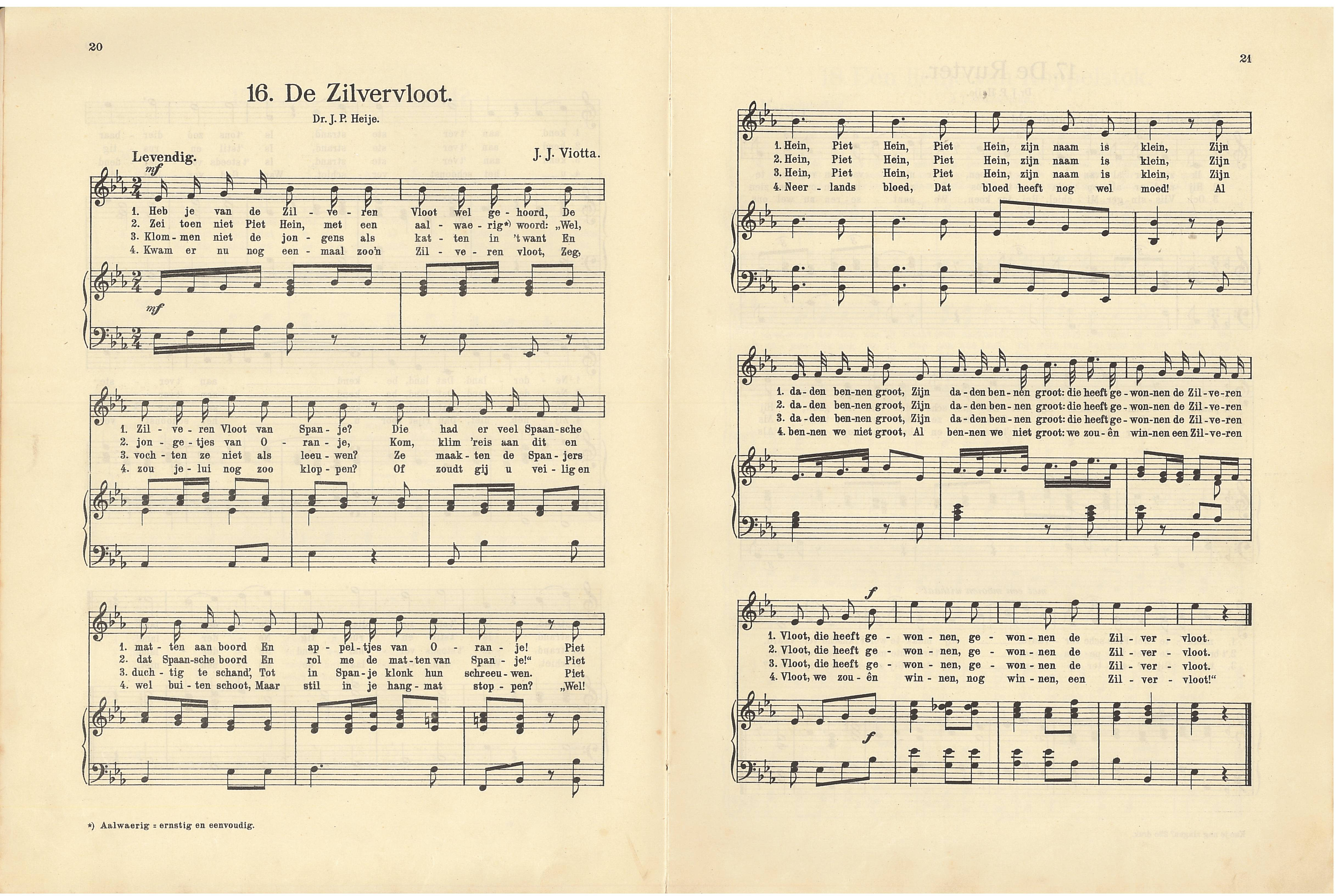
De Zilvervloot, opgenomen in de liedbundel 'Kun je nog zingen, zing dan mee'

De Zilvervloot (ook Een triomfantelijk lied van de Zilvervloot en Heb je van de Zilveren vloot wel gehoord) is een lied geschreven in 1844 door Jan Pieter Heije met muziek gecomponeerd in 1856 door Joannes Josephus Viotta over de verovering van de Spaanse zilvervloot door Piet Hein in 1628.
Het refrein luidt 'Piet Hein, zijn naam is klein, zijn daden benne groot, zijn daden benne groot, hij heeft gewonnen de Zilveren Vloot'. Het is gebaseerd op 17e-eeuwse vermeldingen van een soortgelijk lied dat ook "Hein" op "klein" rijmde en "vloot" op "groot".
Het lied werd in 1906 opgenomen in de liedbundel Kun je nog zingen, zing dan mee. De populariteit en lange drukgeschiedenis van dit (school)liedboek (41e druk in 1986) droeg er mede aan bij dat dit decennialang een in ruime kring bekend lied bleef. Ook tegenwoordig wordt het nog steeds gezongen, zij het niet altijd met de tekst van J.P. Heije. In België vormen de eerste strofe en het refrein een bekend kampvuurlied, zij het dat het archaïsche werkwoord bennen weleens tot hilariteit leidt.
Vlak na de Tweede Wereldoorlog werd het op scholen aangeleerd, en op nationale evenementen graag gezongen. Vooral bij schaatswedstrijden in de tijden van Ard Schenk en Kees Verkerk, maar ook bij voetbalwedstrijden werd het vaak ten gehore gebracht. Tijdens Koninginnedag (vanaf 2014 Koningsdag) wordt het lied vaak gezongen tijdens de aubade die in veel plaatsen wordt gehouden aan het begin van deze dag. Ook is het verwerkt in het middendeel van de defileermars van de Koninklijke Marine.
In 1900 componeerde Peter van Anrooy een variant op het werk, de Piet Hein-rapsodie voor symfonieorkest, gebaseerd op het lied van Viotta. In 1971 werd het lied in een aangepaste versie gebruikt als B-kant van de single Hans Brinker symphony van de popgroep Holland.

## Liedtekst van Jan Pieter Heije
Heb je van de zilveren vloot wel gehoord,
De zilveren vloot van Spanje?
Die had er veel Spaanse matten aan boord
En appeltjes van Oranje!
Piet Hein!, Piet Hein!, Piet Hein zijn naam is klein,
Zijn daden bennen groot, zijn daden bennen groot
Hij heeft gewonnen de zilveren vloot,
Die heeft gewonnen, gewonnen de Zilvervloot. (bis)
Sprak toen niet Piet Hein met een aalwaerig woord:
"Wel jongentjes van Oranje,
Kom, klim 'reis aan dit en dat Spaansche boord
En rol me de matten van Spanje"?
Piet Hein!, Piet Hein!, Piet Hein zijn naam is klein,
Zijn daden bennen groot, zijn daden bennen groot
Hij heeft gewonnen de zilveren vloot,
Die heeft gewonnen, gewonnen de Zilvervloot. (bis)
Klommen niet de jongens als katten in 't want
En vochten ze niet als leeuwen?
Ze maakten de Spanjers duchtig te schand' 
Tot in Spanje klonk hun schreeuwen!
Piet Hein!, Piet Hein!, Piet Hein zijn naam is klein,
Zijn daden bennen groot, zijn daden bennen groot
Hij heeft gewonnen de zilveren vloot,
Die heeft gewonnen, gewonnen de Zilvervloot. (bis)
Kwam er nu nog eenmaal zo'n zilveren vloot,
Zeg zou jullie nog zoo kloppen?
Of zoudt gij u veilig en wel buiten schoot
Maar stil in je hangmat stoppen?
Wel, Hollandsch bloed, dat bloed heeft nog wel moed!
Al bennen we niet groot, al bennen we niet groot
We zouden winnen de Zilvervloot!
We zouden winnen, winnen de Zilvervloot! (bis)